# Беата Лоренс
Беата Лоренс (пол. Beata Lorens; нар. 1972, Коросно, Підкарпатське воєводство, Польща) — польська історикиня, докторка гуманістичних наук (2003), доктор габілітований (2015), професор Інституту історії Ряшівського університету.

## Життєпис
Народилася 1972 року в Коросні. Після закінчення початкової школи в Коростенку Вижньому продовжила навчання в І Загальноосвітньому ліцеї ім. М. Коперника в Коросні. У 1991 році розпочала вивчення історії в Інституті історії Вищої педагогічної школи в Ряшеві. Закінчила студії в 1996 році, отримавши ступінь магістра історії на підставі праці «Ksiądz Wojciech Michna. Życie i działalność publiczna (1820—1893)».
У 1996 році розпочала працю на посаді асистента кафедри модерної історії Інституту історії Вищої педагогічної школи в Ряшеві. У 2003 році отримала ступінь доктора гуманістичних наук у галузі історії на підставі праці «Bractwa cerkiewne w diecezji przemyskiej obrządku wschodniego w XVII—XVIII wieku», яку захистила на соціологічно-історичному факультеті Ряшівського університету. 15 жовтня 2015 року отримала титул доктора габілітованого за працю «Василіяни коронної провінції в 1743—1780 роках» (пол. Bazylianie prowincji koronnej w latach 1743—1780).
Член Польського історичного товариства і наукових рад Регіонального музею в Березові та «Кольбушовського річника» (пол. Rocznik Kolbuszowski).
Наукові зацікавлення пов'язані з дослідженнями суспільно-релігійних стосунків на польсько-українському пограниччі в модерну епоху, вивченням регіональної історії та історії Церкви. Значний науковий доробок Беати Лоренс становлять дослідження історії Василіянського чину в період т. зв. «золотої доби» (1743—1780 рр.) на території південно-східної Речі Посполитої (сучасна Україна).

## Публікації
Беата Лоренс є авторкою трьох книг та понад 60 статей.

### Книги
- «Церковні братства в Перемишльській єпархії у XVII i XVIII столітті» (Bractwa cerkiewne w eparchii przemyskiej w XVII i XVIII wieku) (Ряшів 2005),
- «Ксьондз Войцех Міхна (1820—1893)» (Ksiądz Wojciech Michna (1820—1893) (Ряшів 2008),
- «Василіяни коронної провінції в 1743—1780 роках» (Bazylianie prowincji koronnej w latach 1743—1780) (Ряшів 2014).

### Статті
- Działalność fundacyjna rodziny Wapińskich na rzecz cerkwi unickiej w Jarosławiu w XVIII wieku // Kościół unicki w Rzeczypospolitej, red. W. Walczak. — Białystok 2010. — S. 107—125.
- Lasowiacy i Puszcza Sandomierska we wspomnieniach księdza Wojciecha Michny // Rocznik Kolbuszowski, 2010, Nr 10. — S. 139—151.
- Problemy wychowawcze w szkołach bazyliańskich w drugiej połowie XVIII wieku na przykładzie kolegium w Buczaczu [Архівовано 19 березня 2020 у Wayback Machine.] // Biuletyn Historii Wychowania, 2013, Nr 29. — S. 29—42.
- Fundacja monasteru bazyliańskiego w Warszawie-Ujazdowie (1768—1784) — plany i realizacja // Kwartalnik Historii Kultury Materialnej, 2015, R. 63, Nr 1. — S. 55—66

та інші.